# Grace Cunard
Grace Cunard właśc. Harriet Millard Jeffries (ur. 8 kwietnia 1893 w Columbus, zm. 19 stycznia 1967 w Los Angeles) – amerykańska aktorka, scenarzystka i reżyserka.

## Życiorys
W wieku 13 lat dołączyła do wędrownej grupy teatralnej. W 1910 zadebiutowała jako aktorka filmowa w The Duke's Plan Davida Warka Griffitha. Z czasem zaczęła współpracować z Francisem Fordem (starszym bratem reżysera Johna Forda), z którym dzieliła się reżyserią i pisaniem scenariuszy przy tworzeniu wspólnych filmów, w których też oboje grali. Ich współpraca była jedną z najbardziej płodnych w historii kina. W ramach tej współpracy wkład Cunard w reżyserię nie zawsze jest wymieniany, choć z relacji ustnych wiadomo, że Cunard i Ford dzielili obowiązki po równo.
W filmach Cunard bohaterkami są silne kobiety, które przeżywają liczne przygody. Ich życie nie jest ograniczone do sfery domowej. Odważnie konfrontują się z niebezpieczeństwami i intrygami, potrafią same wydostać się z opresji, bez pomocy męskiego bohatera. Są aktywne, waleczne, sprytne i sprawne fizycznie. Te postacie miały reprezentować nowy typ kobiecości – kobiety niezależnej, ambitnej i pożądającej władzy.
W 1913 r. stworzyła jedną ze swoich najpopularniejszych postaci – Lady Raffles, atrakcyjną złodziejkę, skutecznie wymykającą się sprawiedliwości, dzięki sprytowi i zręczności. Raffles pojawiła się w filmach The Mysterious Leopard Lady oraz The Mystery of the White Car. W 1914 r. na zlecenie Universalu przygotowała z Fordem 15-odcinkowy serial westernowy Lucille Love, Girl of Mystery. Rok później Ford i Cunard wypuścili swoją najsławniejszą wspólną produkcję – serial The Broken Coin. Jego bohaterką jest reporterka Kitty Gray, próbująca rozwikłać sekret tajemniczej złamanej monety. Z kolei w 1916 r. Cunard wcieliła się w rolę współczesnej, żeńskiej wersji Robin Hooda w serialu The Purple Mask. Grając silne bohaterki kina akcji, Cunard sama wykonywała numery kaskaderskie, co prowadziło często do obrażeń, a tym samym wstrzymania produkcji.
Łącznie Cunard wystąpiła w ok. 100 filmach, napisała scenariusze do ok. 44 i wyreżyserowała co najmniej 8.
Była siostrą aktorki Myrny Seymour. Miała dwóch mężów – Joego Moore'a (zm. 1926) i Jacka Shannona.
W latach 30. zrezygnowała z pracy w Hollywood. Zmarła w 1967 r. po długiej walce z nowotworem.